# EPrix de Putrajaia de 2015
O ePrix de Putrajaia de 2015 foi uma corrida válida pela temporada de 2015–16 da Fórmula E. Foi disputada no dia 7 de novembro de 2015. O vencedor da prova foi o brasileiro Lucas Di Grassi, da Audi ABT. Em segundo ficou Sam Bird seguido de Robin Frijns, em terceiro.

## Treino Classificatório

### Grid de largada[1]
O grid de largada da Fórmula E é definido em 5 partes, sendo a última a Superpole, na qual são definidas as cinco primeiras posições.
| Pos. | Piloto                 | Equipe         | Tempo    |
| ---- | ---------------------- | -------------- | -------- |
| 1    | Sébastien Buemi        | Renault e.dams | 1:20.196 |
| 2    | Stéphane Sarrazin      | Venturi        | 1:20.639 |
| 3    | Loïc Duval             | Dragon         | 1:20.886 |
| 4    | António Félix da Costa | Aguri          | 1:20.975 |
| 5    | Nicolas Prost          | Renault e.dams | 1:21.786 |
| 6    | Lucas Di Grassi        | Audi ABT       | 1:20:449 |
| 7    | Jérôme d'Ambrosio      | Dragon         | 1:20.496 |
| 8    | Robin Frijns           | Andretti       | 1:20.546 |
| 9    | Bruno Senna            | Mahindra       | 1:20.616 |
| 10   | Daniel Abt             | Audi ABT       | 1:20.679 |
| 11   | Nick Heidfeld          | Mahindra       | 1:20.727 |
| 12   | Jacques Villeneuve     | Venturi        | 1:20.754 |
| 13   | Jean-Éric Vergne       | Virgin         | 1:20.820 |
| 14   | Sam Bird               | Virgin         | 1:20.905 |
| 15   | Nathanaël Berthon      | Aguri          | 1:21.270 |
| 16   | Nelson Piquet Jr.      | NEXTEV         | 1:21.559 |
| 17   | Oliver Turvey          | NEXTEV         | 1:21.611 |
| 18   | Simona De Silvestro    | Andretti       | 1:21.958 |

## Corrida[2]
| Pos. | Piloto                 | Equipe         | Voltas | Tempo      | Grid | Ptos. |
| ---- | ---------------------- | -------------- | ------ | ---------- | ---- | ----- |
| 1    | Lucas Di Grassi        | Audi ABT       | 33     | 33 voltas  | 6    | 25    |
| 2    | Sam Bird               | Virgin         | 33     | +13.884    | 14   | 18    |
| 3    | Robin Frijns           | Andretti       | 33     | +29.776    | 8    | 15    |
| 4    | Stéphane Sarrazin      | Venturi        | 33     | +32.628    | 2    | 12    |
| 5    | Bruno Senna            | Mahindra       | 33     | +34.404    | 9    | 10    |
| 6    | António Félix da Costa | Aguri          | 33     | +36.925    | 4    | 8     |
| 7    | Daniel Abt             | Audi ABT       | 33     | +37.283    | 10   | 6     |
| 8    | Nelson Piquet Jr.      | NEXTEV         | 33     | +40.623    | 16   | 4     |
| 9    | Nick Heidfeld          | Mahindra       | 33     | +52.904    | 11   | 2     |
| 10   | Nicolas Prost          | Renault e.dams | 33     | +53.695    | 5    | 1     |
| 11   | Jacques Villeneuve     | Venturi        | 33     | +58.698    | 12   |       |
| 12   | Sébastien Buemi        | Renault e.dams | 33     | +1:07.728  | 1    | 51    |
| 13   | Simona De Silvestro    | Andretti       | 33     | +1:24.464  | 18   |       |
| Ret  | Jérôme d'Ambrosio      | Dragon         | 32     | +1 volta   | 7    |       |
| 15   | Nathanaël Berthon      | Aguri          | 32     | +1 volta   | 15   |       |
| Ret  | Loïc Duval             | Dragon         | 29     | +4 voltas  | 3    |       |
| Ret  | Oliver Turvey          | NEXTEV         | 4      | +29 voltas | 17   |       |
| Ret  | Jean-Éric Vergne       | Virgin         | 0      | +33 voltas | 13   |       |

- Ret = Não completou a prova

- ↑1 Ganhou cinco pontos pois fez a Pole Position e a volta mais rápida da corrida

## Classificação do campeonato após a corrida
| Pos | Piloto          | Pontos | Var |
| --- | --------------- | ------ | --- |
| 1   | Lucas Di Grassi | 43     | 1   |
| 2   | Sébastien Buemi | 35     | 1   |
| 3   | Sam Bird        | 24     | 4   |
| 4   | Nick Heidfeld   | 17     | 1   |
| 5   | Robin Frijns    | 16     | 5   |

| Pos | Construtor     | Pontos | Var |
| --- | -------------- | ------ | --- |
| 1   | Audi ABT       | 49     | 2   |
| 2   | Renault e.dams | 36     | 1   |
| 3   | Mahindra       | 27     | 1   |
| 4   | Virgin Racing  | 24     | 2   |
| 5   | Dragon Racing  | 22     | 3   |